# José Ernesto Sosa
José Ernesto Sosa (Carcarañá, 19 giugno 1985) è un calciatore argentino, centrocampista dell'Estudiantes (LP).

## Caratteristiche tecniche
Nel corso della sua carriera, Sosa ha ricoperto principalmente i ruoli di trequartista e mezzala in un centrocampo a tre. Dotato di buona tecnica che lo rende affidabile in fase di costruzione, pecca per continuità di rendimento.
Durante la militanza al Milan ha giocato anche da mediano e nel ruolo di regista.

## Carriera

### Club

#### Estudiantes
Cresciuto nelle giovanili dell'Estudiantes, debutta in Primera División argentina l'11 agosto 2002, a poco più di 17 anni, nella sconfitta interna contro il Chacarita Juniors (0-1). Nella prima stagione colleziona 7 presenze e una rete.
Nelle stagioni successive si ritaglia sempre più spazio, fino a diventare un titolare stabile del club platense. Disputa, in particolar modo, tutte le partite del torneo di Apertura 2006, vinto dall'Estudiantes dopo un'attesa di 23 anni: realizza uno dei due gol nello spareggio decisivo contro il Boca Juniors, giocato allo stadio José Amalfitani di Buenos Aires.

#### Bayern Monaco

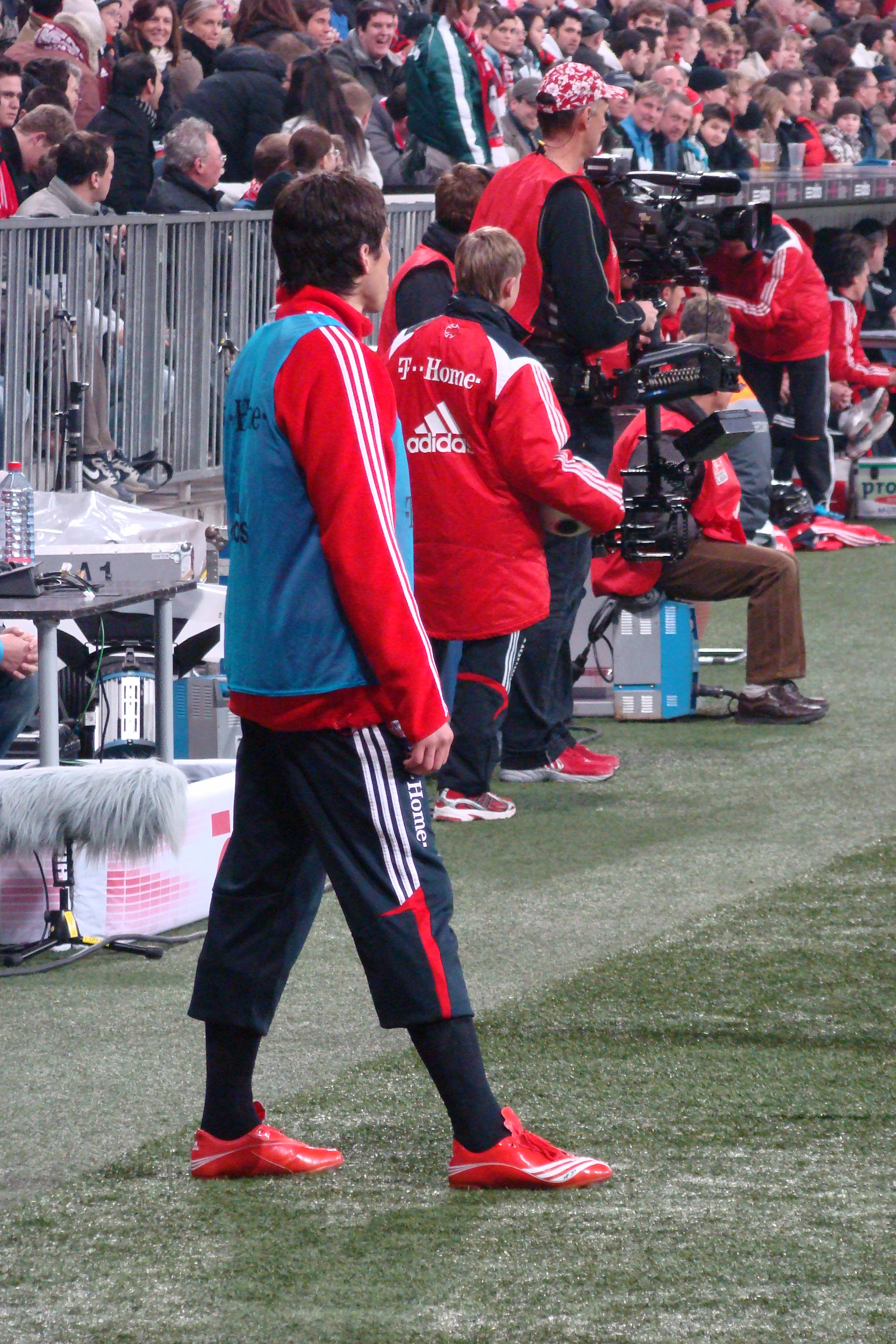
Sosa al Bayern Monaco nel 2009.

Il 28 febbraio 2007 si definisce il suo trasferimento al Bayern Monaco per 7,5 milioni di dollari a partire dal luglio successivo, con il calciatore che firma un contratto quadriennale. Lascia il club argentino dopo 155 presenze e 12 reti tra campionato e coppe sudamericane.
Debutta con la maglia dei bavaresi il 28 luglio 2007 nella finale di Coppa di Lega contro lo Schalke 04; disputa l'intera partita, nella quale il Bayern si impone 1-0, vincendo quindi il suo primo trofeo in terra europea. In campionato colleziona 15 presenze, contribuendo alla vittoria del 21º titolo nazionale dei bavaresi. In questa stagione, inoltre, debutta in una competizione europea (la Coppa UEFA, nella quale colleziona 6 presenze) e vince anche la Coppa di Germania.
Nella stagione successiva non riesce a trovare maggiore continuità: in campionato colleziona 17 presenze, trovando il suo primo gol con la maglia del Bayern e in Bundesliga il 21 marzo 2009 contro il Karlsruhe. Debutta nella massima competizione europea per club, la Champions League, disputando 3 partite.

#### Il ritorno all'Estudiantes
In cerca di maggior spazio, il 29 ottobre 2009 torna in prestito all'Estudiantes (LP), in cui raccoglie 17 presenze e 3 reti, oltre a 9 presenze e 2 reti in Coppa Libertadores, nella quale il cammino dei Pincharratas si ferma ai quarti di finale.
Tornato al Bayern Monaco una volta scaduti i termini del prestito, il 7 agosto 2010 vince la Supercoppa di Germania, subentrando nel corso della ripresa nel vittorioso match contro lo Schalke 04 (2-0).

#### La parentesi al Napoli
Tale vittoria segna il commiato dal club tedesco: il 30 agosto 2010 viene acquistato a titolo definitivo dal Napoli, con cui firma un contratto quadriennale.
Debutta in maglia azzurra alla prima partita utile, il 12 settembre successivo nel pareggio interno contro il Bari (2-2), subentrando a Michele Pazienza al 30º minuto della ripresa.
Realizza l'unica rete tra le file partenopee e in Serie A il 6 febbraio 2011 nella partita interna contro il Cesena, siglando il gol del definitivo 2-0. Utilizzato con regolarità (ma quasi sempre a partita in corso) fino a Milan-Napoli, 27ª giornata di campionato, gli spazi in prima squadra si riducono e torna a calcare il terreno di gioco solo nelle ultime due partite stagionali, collezionando complessivamente 24 presenze in campionato, di cui 7 dal primo minuto.

#### In Ucraina al Metalist
L'esperienza italiana dura solo un anno: il 25 luglio 2011 si trasferisce agli ucraini del Metalist, con cui firma un contratto quadriennale. Debutta in maglia giallo-blu alla prima partita utile, il 29 luglio successivo nella vittoria esterna contro il Volyn' (0-3), mettendo a segno il goal che apre le marcature, siglando così la sua prima rete in terra ucraina.

#### Atlético Madrid
Il 2 gennaio 2014 viene formalizzato l'accordo per il suo passaggio in prestito all'Atlético Madrid. In Spagna ottiene 24 presenze (compresa quella nella finale di Champions) complessive senza gol. Scaduto il prestito, fa ritorno in Ucraina.

#### Beşiktaş
Il 1º settembre 2014 si trasferisce al Beşiktaş, in Turchia. In 2 anni di militanza ottiene complessivamente 78 presenze con 14 gol all'attivo (di cui 12 in campionato). Il 20 luglio 2016 in rotta con il club rifiuta il rinnovo con tanto di aumento e dopo tre giorni lascia il ritiro.

#### Milan
Il 17 agosto 2016 passa al Milan a titolo definitivo per 7,5 milioni di euro, firmando un contratto biennale fino al 30 giugno 2018 e scegliendo la maglia numero 23. Debutta il 27 agosto nella sfida esterna contro il Napoli, persa per 4-2.

#### Trabzonspor
L'8 settembre 2017 viene ceduto in prestito con diritto di riscatto ai turchi del Trabzonspor, che il 15 gennaio 2018 ne riscattano la proprietà per 3,5 milioni, acquisendolo interamente. Del club turco viene nominato capitano nel novembre 2018. Conclude la propria esperienza al Trabzonspor con la vittoria della Coppa di Turchia 2019-2020.

#### Fenerbahce
Il 22 agosto 2020 firma un contratto biennale con il Fenerbahçe.

### Nazionale

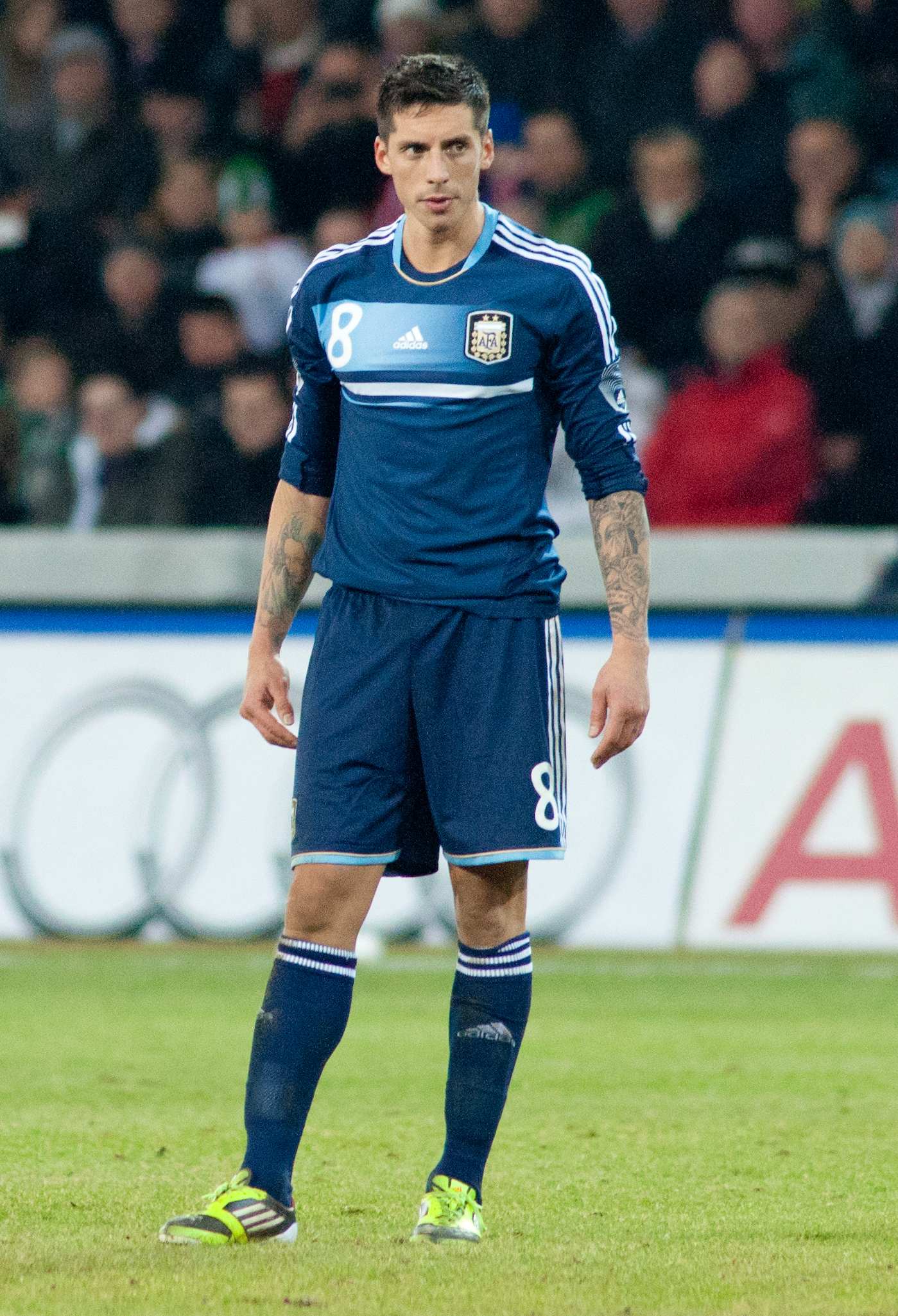
Sosa con la nazionale argentina, in amichevole contro la nel febbraio 2012.

Partecipa al Mondiale Under-20 2003 con la selezione di categoria, disputando 4 partite.
Esordisce in nazionale maggiore il 9 marzo 2005, a 20 anni non ancora compiuti, nell'amichevole contro il Messico (1-1) disputata a Los Angeles. Nel 2008 fa parte della vittoriosa spedizione dell'Albiceleste Olimpica a Pechino 2008, scendendo in campo in 5 delle 6 partite disputate, finale compresa.
Diego Maradona, appena nominato commissario tecnico dell'Argentina, lo inserisce tra i convocati per la sua partita d'esordio, l'amichevole contro la Scozia disputata a Glasgow il 19 novembre 2008, in cui Sosa scende in campo nella ripresa. Il primo gol con la selezione maggiore arriva il 27 gennaio 2010 nell'amichevole contro la Costa Rica. Inserito tra i 30 calciatori della lista pre Mondiale per Sudafrica 2010, il 18 maggio 2010 viene escluso dalla lista definitiva dei 23 convocati.
Sotto la guida del commissario tecnico Alejandro Sabella, già suo tecnico all'Estudiantes, entra stabilmente nel giro della nazionale. Viene inserito nei 30 pre-convocati per il campionato del mondo del 2014 in Brasile, ma il 2 giugno viene escluso dalla lista definitiva.

## Statistiche

### Presenze e reti nei club
Statistiche aggiornate al 5 aprile 2025.
| Stagione                | Squadra                 | Campionato              | Campionato | Campionato | Coppe nazionali | Coppe nazionali | Coppe nazionali | Coppe continentali | Coppe continentali | Coppe continentali | Altre coppe | Altre coppe | Altre coppe | Totale | Totale |
| Stagione                | Squadra                 | Comp                    | Pres       | Reti       | Comp            | Pres            | Reti            | Comp               | Pres               | Reti               | Comp        | Pres        | Reti        | Pres   | Reti   |
| ----------------------- | ----------------------- | ----------------------- | ---------- | ---------- | --------------- | --------------- | --------------- | ------------------ | ------------------ | ------------------ | ----------- | ----------- | ----------- | ------ | ------ |
| 2002-2003               | Estudiantes (LP)        | PD                      | 7          | 1          | -               | -               | -               | -                  | -                  | -                  | -           | -           | -           | 7      | 1      |
| 2003-2004               | Estudiantes (LP)        | PD                      | 28         | 1          | -               | -               | -               | -                  | -                  | -                  | -           | -           | -           | 28     | 1      |
| 2004-2005               | Estudiantes (LP)        | PD                      | 33         | 4          | -               | -               | -               | CS                 | 2                  | 0                  | -           | -           | -           | 35     | 4      |
| 2005-2006               | Estudiantes (LP)        | PD                      | 36         | 3          | -               | -               | -               | CL                 | 10                 | 0                  | -           | -           | -           | 46     | 3      |
| 2006-2007               | Estudiantes (LP)        | PD                      | 38         | 3          | -               | -               | -               | -                  | -                  | -                  | -           | -           | -           | 38     | 3      |
| 2007-2008               | Bayern Monaco           | BL                      | 15         | 0          | CG              | 3               | 0               | CU                 | 6                  | 0                  | CdL         | 1           | 0           | 25     | 0      |
| 2008-2009               | Bayern Monaco           | BL                      | 17         | 2          | CG              | 1               | 0               | UCL                | 3                  | 0                  | -           | -           | -           | 21     | 2      |
| ago.ott. 2009           | Bayern Monaco           | BL                      | 3          | 0          | CG              | 2               | 0               | UCL                | 1                  | 0                  | -           | -           | -           | 6      | 0      |
| ott. 2009-2010          | Estudiantes (LP)        | PD                      | 17         | 3          | -               | -               | -               | CL                 | 9                  | 2                  | -           | -           | -           | 26     | 5      |
| ago. 2010               | Bayern Monaco           | BL                      | -          | -          | CG              | -               | -               | UCL                | -                  | -                  | SG          | 1           | 0           | 1      | 0      |
| Totale Bayern Monaco    | Totale Bayern Monaco    | Totale Bayern Monaco    | 35         | 2          |                 | 6               | 0               |                    | 10                 | 0                  |             | 2           | 0           | 53     | 2      |
| 2010-2011               | Napoli                  | A                       | 24         | 1          | CI              | 1               | 0               | UEL                | 6                  | 0                  | -           | -           | -           | 31     | 1      |
| 2011-2012               | Metalist                | PL                      | 26         | 5          | KU              | 0               | 0               | UEL                | 12                 | 2                  | -           | -           | -           | 38     | 7      |
| 2012-2013               | Metalist                | PL                      | 21         | 7          | KU              | 0               | 0               | UEL                | 7                  | 0                  | -           | -           | -           | 28     | 7      |
| 2013-gen. 2014          | Metalist                | PL                      | 17         | 5          | KU              | 1               | 0               | UCL                | 2                  | 0                  | -           | -           | -           | 20     | 5      |
| Totale Metalist         | Totale Metalist         | Totale Metalist         | 64         | 17         |                 | 1               | 0               |                    | 21                 | 2                  |             | -           | -           | 86     | 19     |
| gen.-giu. 2014          | Atlético Madrid         | PD                      | 15         | 0          | CR              | 4               | 0               | UCL                | 5                  | 0                  | SS          | -           | -           | 24     | 0      |
| 2014-2015               | Beşiktaş                | SL                      | 27         | 5          | TK              | 3               | 0               | UEL                | 7                  | 0                  | -           | -           | -           | 37     | 5      |
| 2015-2016               | Beşiktaş                | SL                      | 31         | 7          | TK              | 5               | 1               | UEL                | 5                  | 1                  | -           | -           | -           | 41     | 9      |
| Totale Beşiktaş         | Totale Beşiktaş         | Totale Beşiktaş         | 58         | 12         |                 | 8               | 1               |                    | 12                 | 1                  |             | -           | -           | 78     | 14     |
| 2016-2017               | Milan                   | A                       | 18         | 0          | CI              | 1               | 0               | -                  | -                  | -                  | SI          | 0           | 0           | 19     | 0      |
| 2017-2018               | Trabzonspor             | SL                      | 25         | 0          | TK              | 2               | 0               | -                  | -                  | -                  | -           | -           | -           | 27     | 0      |
| 2018-2019               | Trabzonspor             | SL                      | 29         | 5          | TK              | 1               | 0               | -                  | -                  | -                  | -           | -           | -           | 30     | 5      |
| 2019-2020               | Trabzonspor             | SL                      | 29         | 9          | TK              | 6               | 1               | UEL                | 7                  | 1                  | -           | -           | -           | 42     | 11     |
| Totale Trabzonspor      | Totale Trabzonspor      | Totale Trabzonspor      | 83         | 14         |                 | 9               | 1               |                    | 7                  | 1                  |             | -           | -           | 99     | 16     |
| 2020-2021               | Fenerbahçe              | SL                      | 34         | 4          | TK              | 2               | 0               | -                  | -                  | -                  | -           | -           | -           | 36     | 4      |
| 2021-2022               | Fenerbahçe              | SL                      | 19         | 2          | TK              | 0               | 0               | UEL + UECL         | 6 + 2              | 0                  | -           | -           | -           | 27     | 2      |
| Totale Fenerbahce       | Totale Fenerbahce       | Totale Fenerbahce       | 53         | 6          |                 | 2               | 0               |                    | 8                  | 0                  |             | -           | -           | 63     | 6      |
| ago.-dic. 2022          | Estudiantes (LP)        | PD                      | 2          | 0          | CA+CdL          | -               | -               | CL                 | -                  | -                  | -           | -           | -           | 2      | 0      |
| 2023                    | Estudiantes (LP)        | PD                      | 17         | 2          | CA+CdL          | 6+12            | 0+1             | CS                 | 7                  | 0                  | -           | -           | -           | 42     | 3      |
| 2024                    | Estudiantes (LP)        | PD                      | 21         | 3          | CA+CdL          | 2+16            | 0               | CL                 | 6                  | 0                  | SA+TdC      | 1+1         | 0           | 47     | 3      |
| 2025                    | Estudiantes (LP)        | PD                      | 10         | 1          | CA              | 1               | 0               | CL                 | 1                  | 0                  | -           | -           | -           | 12     | 1      |
| Totale Estudiantes (LP) | Totale Estudiantes (LP) | Totale Estudiantes (LP) | 209        | 21         |                 | 37              | 1               |                    | 35                 | 2                  |             | 2           | 0           | 283    | 24     |
| Totale carriera         | Totale carriera         | Totale carriera         | 559        | 71         |                 | 69              | 3               |                    | 104                | 6                  |             | 4           | 0           | 736    | 80     |

### Cronologia presenze e reti in nazionale
| Cronologia completa delle presenze e delle reti in nazionale ― Argentina | Cronologia completa delle presenze e delle reti in nazionale ― Argentina | Cronologia completa delle presenze e delle reti in nazionale ― Argentina | Cronologia completa delle presenze e delle reti in nazionale ― Argentina | Cronologia completa delle presenze e delle reti in nazionale ― Argentina | Cronologia completa delle presenze e delle reti in nazionale ― Argentina | Cronologia completa delle presenze e delle reti in nazionale ― Argentina | Cronologia completa delle presenze e delle reti in nazionale ― Argentina |
| Data                                                                     | Città                                                                    | In casa                                                                  | Risultato                                                                | Ospiti                                                                   | Competizione                                                             | Reti                                                                     | Note                                                                     |
| ------------------------------------------------------------------------ | ------------------------------------------------------------------------ | ------------------------------------------------------------------------ | ------------------------------------------------------------------------ | ------------------------------------------------------------------------ | ------------------------------------------------------------------------ | ------------------------------------------------------------------------ | ------------------------------------------------------------------------ |
| 9-3-2005                                                                 | Los Angeles                                                              | Argentina                                                                | 1 – 1                                                                    | Messico                                                                  | Amichevole                                                               | -                                                                        | 80’                                                                      |
| 18-4-2007                                                                | Mendoza                                                                  | Argentina                                                                | 0 – 0                                                                    | Cile                                                                     | Amichevole                                                               | -                                                                        | 54’ 82’                                                                  |
| 4-6-2008                                                                 | San Diego                                                                | Messico                                                                  | 1 – 4                                                                    | Argentina                                                                | Amichevole                                                               | -                                                                        | 84’                                                                      |
| 8-6-2008                                                                 | New York                                                                 | Stati Uniti                                                              | 0 – 0                                                                    | Argentina                                                                | Amichevole                                                               | -                                                                        | 46’                                                                      |
| 19-11-2008                                                               | Glasgow                                                                  | Scozia                                                                   | 0 – 1                                                                    | Argentina                                                                | Amichevole                                                               | -                                                                        | 90’                                                                      |
| 26-1-2010                                                                | San Juan                                                                 | Argentina                                                                | 3 – 2                                                                    | Costa Rica                                                               | Amichevole                                                               | 1                                                                        |                                                                          |
| 29-3-2011                                                                | San José                                                                 | Costa Rica                                                               | 0 – 0                                                                    | Argentina                                                                | Amichevole                                                               | -                                                                        | 66’                                                                      |
| 2-9-2011                                                                 | Calcutta                                                                 | Venezuela                                                                | 0 – 1                                                                    | Argentina                                                                | Amichevole                                                               | -                                                                        | 73’                                                                      |
| 6-9-2011                                                                 | Dacca                                                                    | Argentina                                                                | 3 – 1                                                                    | Nigeria                                                                  | Amichevole                                                               | -                                                                        | 89’                                                                      |
| 7-10-2011                                                                | Buenos Aires                                                             | Argentina                                                                | 4 – 1                                                                    | Cile                                                                     | Qual. Mondiali 2014                                                      | -                                                                        | 80’                                                                      |
| 11-10-2011                                                               | Puerto La Cruz                                                           | Venezuela                                                                | 1 – 0                                                                    | Argentina                                                                | Qual. Mondiali 2014                                                      | -                                                                        | 74’                                                                      |
| 11-11-2011                                                               | Buenos Aires                                                             | Argentina                                                                | 1 – 1                                                                    | Bolivia                                                                  | Qual. Mondiali 2014                                                      | -                                                                        | 82’                                                                      |
| 15-11-2011                                                               | Barranquilla                                                             | Colombia                                                                 | 1 – 2                                                                    | Argentina                                                                | Qual. Mondiali 2014                                                      | -                                                                        |                                                                          |
| 29-2-2012                                                                | Berna                                                                    | Svizzera                                                                 | 1 – 3                                                                    | Argentina                                                                | Amichevole                                                               | -                                                                        | 80’                                                                      |
| 2-6-2012                                                                 | Buenos Aires                                                             | Argentina                                                                | 4 – 0                                                                    | Ecuador                                                                  | Qual. Mondiali 2014                                                      | -                                                                        | 63’                                                                      |
| 9-6-2012                                                                 | East Rutherford                                                          | Argentina                                                                | 4 – 3                                                                    | Brasile                                                                  | Amichevole                                                               | -                                                                        | 58’                                                                      |
| 15-8-2012                                                                | Francoforte sul Meno                                                     | Germania                                                                 | 1 – 3                                                                    | Argentina                                                                | Amichevole                                                               | -                                                                        | 46’                                                                      |
| 16-10-2012                                                               | Santiago del Cile                                                        | Cile                                                                     | 1 – 2                                                                    | Argentina                                                                | Qual. Mondiali 2014                                                      | -                                                                        | 77’                                                                      |
| 15-10-2013                                                               | Montevideo                                                               | Uruguay                                                                  | 3 – 2                                                                    | Argentina                                                                | Qual. Mondiali 2014                                                      | -                                                                        | 76’                                                                      |
| Totale                                                                   |                                                                          | Presenze                                                                 | 19                                                                       |                                                                          | Reti                                                                     | 1                                                                        |                                                                          |

### Cronologia presenze e reti in nazionale Olimpica
| Cronologia completa delle presenze e delle reti in nazionale ― Argentina | Cronologia completa delle presenze e delle reti in nazionale ― Argentina | Cronologia completa delle presenze e delle reti in nazionale ― Argentina | Cronologia completa delle presenze e delle reti in nazionale ― Argentina | Cronologia completa delle presenze e delle reti in nazionale ― Argentina | Cronologia completa delle presenze e delle reti in nazionale ― Argentina | Cronologia completa delle presenze e delle reti in nazionale ― Argentina | Cronologia completa delle presenze e delle reti in nazionale ― Argentina |
| Data                                                                     | Città                                                                    | In casa                                                                  | Risultato                                                                | Ospiti                                                                   | Competizione                                                             | Reti                                                                     | Note                                                                     |
| ------------------------------------------------------------------------ | ------------------------------------------------------------------------ | ------------------------------------------------------------------------ | ------------------------------------------------------------------------ | ------------------------------------------------------------------------ | ------------------------------------------------------------------------ | ------------------------------------------------------------------------ | ------------------------------------------------------------------------ |
| 7-8-2008                                                                 | Shanghai                                                                 | Costa d'Avorio                                                           | 1 – 2                                                                    | Argentina                                                                | Olimpiadi 2008 - 1º Turno                                                | -                                                                        |                                                                          |
| 10-8-2008                                                                | Shanghai                                                                 | Argentina                                                                | 1 – 0                                                                    | Australia                                                                | Olimpiadi 2008 - 1º Turno                                                | -                                                                        |                                                                          |
| 13-8-2008                                                                | Pechino                                                                  | Argentina                                                                | 2 – 0                                                                    | Serbia                                                                   | Olimpiadi 2008 - 1º Turno                                                | -                                                                        |                                                                          |
| 19-8-2008                                                                | Pechino                                                                  | Argentina                                                                | 3 – 0                                                                    | Brasile                                                                  | Olimpiadi 2008 - Semifinale                                              | -                                                                        |                                                                          |
| 23-8-2008                                                                | Pechino                                                                  | Nigeria                                                                  | 0 – 1                                                                    | Argentina                                                                | Olimpiadi 2008 - Finale                                                  | -                                                                        | 2º oro olimpico                                                          |
| Totale                                                                   |                                                                          | Presenze                                                                 | 5                                                                        |                                                                          | Reti                                                                     | 0                                                                        |                                                                          |

## Palmarès

### Club

#### Competizioni nazionali
- Campionato argentino: 1

Estudiantes: Apertura 2006
- Coppa di Lega tedesca: 1

Bayern Monaco: 2007
- Campionato tedesco: 1

Bayern Monaco: 2007-2008
- Coppa di Germania: 1

Bayern Monaco: 2007-2008
- Supercoppa di Germania: 1

Bayern Monaco: 2010
- Campionato spagnolo: 1

Atlético Madrid: 2013-2014
- Campionato turco: 1

Besiktas: 2015-2016
- Supercoppa italiana: 1

Milan: 2016
- Coppa di Turchia: 1

Trabzonspor: 2019-2020
- Coppa d'Argentina: 1

Estudiantes: 2023
- Copa de la Liga Profesional: 1

Estudiantes: 2024
- Trofeo de Campeones de la Liga Profesional: 1

Estudiantes: 2024

### Nazionale
- Oro olimpico: 1

Pechino 2008